# 秋田県立稲川支援学校
秋田県立稲川支援学校（あきたけんりついなかわしえんがっこう）は、秋田県湯沢市駒形町字八面寺下谷地にある公立特別支援学校。知的障害者を教育対象とする。

## 沿革
- 1974年 - 雄勝郡稲川町（現：湯沢市）の知的障害施設やまばと学園が発足。
- 1975年 - やまばと学園内に川連小学校と古四王中学校の分教室が設置される。
- 1976年 - 古四王中学校が統合により稲川中学校となる。
- 1977年 - 川連小・稲川中から秋田県立秋田養護学校へ移管され、秋田養護学校やまばと分校と改称。
- 1979年 - 秋田南養護学校（現：秋田県立横手支援学校）へ移管。
- 1981年 - 現在地に移転。
- 1987年 - 秋田県立稲川養護学校として独立。
- 2001年 - 高等部を設置。
- 2016年4月1日 - 校名を秋田県立稲川支援学校に変更[1]。

## 学部
- 小学部
- 中学部
- 高等部

## 行事
- 運動会
- 稲陽祭
- 修学旅行